# 安部清美
安部 清美（あべ きよみ、1900年（明治33年）9月18日 - 1981年（昭和56年）11月24日）は、大正から昭和期の教育者、政治家。参議院議員。

## 経歴
福岡県宗像郡東郷村（東郷町、宗像町を経て現宗像市）で、安部茂実、フサの長男として生まれる。父は日露戦争で戦死し「清美は教員」との遺言を残していたため教師を目指し、1920年（大正9年）福岡師範学校を卒業した。
1920年、宗像郡神興（じんごう）小学校（現福津市立神興小学校）訓導に就任。翌年から神興小では全校挙げて郷土を愛し、土に親しむ教育に取り組み、特につづり方指導に力点が置かれ、児童は日常の体験や作業学習を作文した。その作文が『高等小学校読本：農村用』巻三（文部省編、1929年発行）で掲載されて全国に知られ、神興小には全国からの視察がしばらく絶えなかった。
1932年（昭和7年）早良郡脇山小学校長に就任。以後、福岡県視学、県立筑紫高等女学校長、青年教育官、県立香椎高等女学校長、初代香椎高等学校長を務めた。1948年（昭和23年）福岡県教育委員に当選して2期在任し、同委員長も務めた。1952年（昭和27年）学校法人福岡文化学園博多高等学校が設立し同校長に就任した。その他、明林高等学校名誉校長、博多商業高等学校顧問、岩見沢商業高等学校名誉校長などを務めた。
1956年（昭和31年）7月の第4回参議院議員通常選挙に福岡県地方区から日本社会党公認で立候補して初当選し、参議院議員に1期在任した。1959年（昭和34年）勤務評定反対闘争に反対して社会党を離党し自由民主党に入党。第2次池田内閣・労働政務次官、参議院逓信委員長などを務めた。
また、原水爆禁止運動にも加わった。
1970年11月の秋の叙勲で勲七等から勲三等に叙され、旭日中綬章を受章する。
1981年11月24日、老衰のため、福岡市博多区の友愛病院（現:桜十字福岡病院）で死去した。81歳没。同月27日、特旨を以て位五級を追陞され、死没日付をもって従七位から正五位に叙された。

## 著作
- 『理想への歩み』やまと出版、1925年。
- 『土の教育の上に立つ教育道』文化書房、1929年。
- 『土の聖者 : 農村神興の建設記録』文化書房、1931年。
- 『村の教育 : 農村神興の建設記録』文化書房、1931年。